# Grejohn Kyei
Grejohn Kyei (* 12. August 1995 in Gonesse) ist ein französisch-ghanaischer Fußballspieler, der als Stürmer spielt.

## Karriere

### Verein

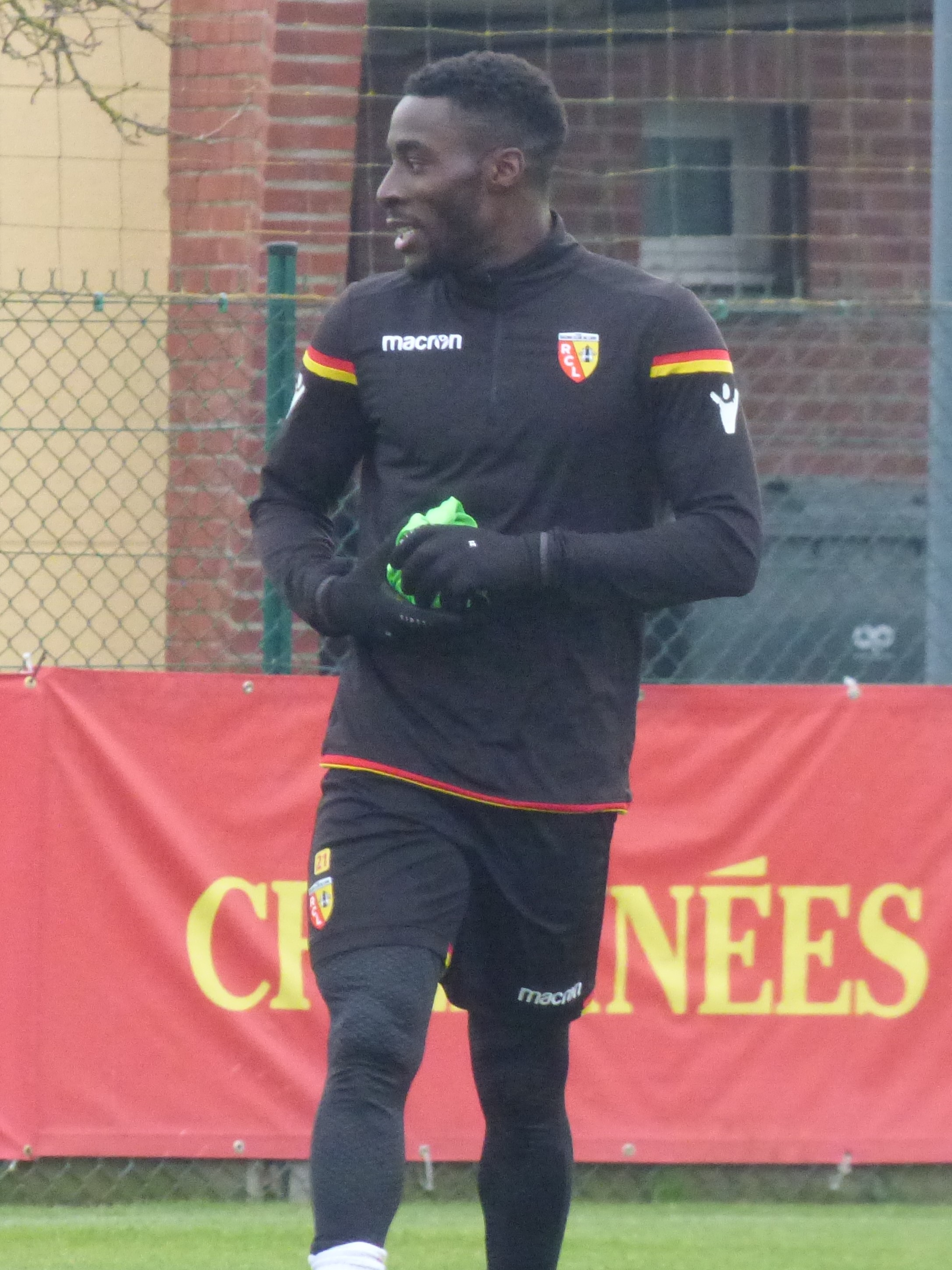
Kyei während eines öffentlichen Trainings mit dem RC Lens 2019

Kyei fing bei einem Jugendverein in Villiers-le-Bel mit dem Fußball spielen an. 2010 entdeckten ihn Scouts von Stade Reims. Bis 2014 spielte er nur für die Jugendabteilung. Doch dann unterschrieb er seinen ersten Profivertrag. Sein Debüt für die erste Mannschaft gab er jedoch erst am 12. April 2015, dem 32. Spieltag der Ligue 1-Saison 2014/15. Bei dieser 1:0-Niederlage gegen OGC Nizza wurde er in der 74. Minute für Nicolas de Préville eingewechselt. Sein erstes Tor schoss er am letzten Spieltag der Saison gegen Paris Saint-Germain zum 3:2-Anschlusstreffer (Endstand: 2:3). Die Saison darauf schoss er schon drei Tore in 16 Spielen. Am Ende der Saison steig Reims in die Ligue 2 ab. 2016/17 war Kyei Stammspieler der Absteiger. Er machte 28 Spiele und sieben Tore in der Saison. Dies blieb auch in der Folgesaison so, wo er ungefähr die gleiche Anzahl an Spielen absolvierte, jedoch nur drei Tore schoss. Trotz seines guten Standes im Verein und trotz des Aufstieges, wurde er 2018/19 an den ehemaligen Ligakonkurrenten RC Lens verliehen, wo er oft nur als Joker mit von der Partie war. Auch in Reims war er nicht mehr gesetzt. Also wechselte er im Sommer 2019 in die Schweiz nach Genf zu Servette Genf. Dort war er absoluter Stammspieler. Bis zur Corona-Krise machte Kyei zwei Tore in 14 Spielen, insgesamt spielte er 2020/21 33 Mal in der Liga und schoss zwölf Tore. Am 22. Juli 2021 debütierte er in der Conference-League-Qualifikation gegen den Molde FK bei einer 0:3-Niederlage in der Startelf auf internationalem Boden. Im Rückspiel traf er schließlich auch, seine Mannschaft schied dennoch mit einem Gesamtergebnis von 2:3 aus.
Nach insgesamt sieben Toren in 20 Partien bis zur Winterpause wechselte er Ende Januar 2022 zum französischen Erstligisten Clermont Foot. In seiner ersten Saison bestritt er 14 von 16 möglichen Ligaspielen für Clermont. In der nächsten Saison waren es 37 von 38 möglichen Ligaspielen, in denen er 10 Tore schoss, sowie ein Pokalspiel. In der Saison 2023/24 stand er bei 26 von 34 möglichen Ligaspielen auf dem Platz, in den er zwei Tore schoss, und erneut ein Pokalspiel.
Anfang Juli 2024 wechselte er zum belgischen Erstdivisionär Standard Lüttich, bei dem er einen Vertrag mit einer Laufzeit von drei Jahren unterschrieb.

### Nationalmannschaft
Bislang stand Kyei einmal für die französische U21 auf dem Platz. Er spielte gegen Island am 5. September 2015. Die Franzosen verloren mit 3:2. Kyei schoss das Tor zum 3:2-Anschlusstreffer.